# Gare de Campagne
Gare de Campagne vasútállomás Franciaországban, Campagne-sur-Aude településen.

## Vasútvonalak
Az állomást az alábbi vasútvonalak érintik:
- Carcassonne-Rivesaltes-vasútvonal

## Kapcsolódó állomások
A vasútállomáshoz az alábbi állomások vannak a legközelebb:
- Gare d’Espéraza
- Gare de Quillan